# Kevin Salvadori
Kevin Michael Salvadori (Wheeling, Virginia Occidental; 30 de diciembre de 1970) es un exjugador de baloncesto estadounidense que jugó dos temporadas en la NBA, además de hacerlo en la ABA, la USBL y en la liga belga. Con 2,13 metros de altura, jugaba en la posición de pívot. Es hijo del que fuera jugador de la ABA Al Salvadori.

## Trayectoria deportiva

### Universidad
Jugó durante cuatro temporadas con los Tar Heels de la Universidad de Carolina del Norte en Chapel Hill, en las que promedió 4,8 puntos, 3,6 rebotes y 1,3 tapones por partido. En 1993 se proclamó junto a su equipo Campeón de la NCAA tras derrotar a Michigan en la final. Salvatore anotó 2 puntos y capturó 4 rebotes en ese partido.

### Profesional
Tras no ser elegido en el Draft de la NBA de 1994, firmó como agente libre con Indiana Pacers, pero fue finalmente despedido antes del comienzo de la competición. Jugó entonces una temporada con los Florida Sharks de la USBL, en la que se proclamó campeón, siendo incluido en el mejor quinteto defensivo del campeonato.
Al año siguiente fichó por los Sacramento Kings, donde jugó en su primera temporada como tercera opción en el puesto de pívot, tras Olden Polynice y Duane Causwell, promediando 1,6 puntos y 1,1 rebotes por partido. En la temporada siguiente apenas contó para su entrenador, Eddie Jordan.
En 1999 jugó con los Kansas City Knights de la ABA, acabando su carrera en el Spirou Basket Club de la liga belga.

## Estadísticas de su carrera en la NBA

### Temporada regular
| Temporada | Edad | Equipo           | Liga | Pos. | P  | TIT | MIN | TC  | TCA | %TC  | 3P  | 3PA | %3P | 2P  | 2PA | %2P  | TL  | TLA | %TL  | R.OF. | R.DEF. | REB | ASIS | ROB | TAP | PER | FP  | PTS |
| 1996-97   | 26   | Sacramento Kings | NBA  | C    | 23 | 0   | 6.7 | 0.5 | 1.4 | .364 | 0.0 | 0.0 |     | 0.5 | 1.4 | .364 | 0.6 | 0.8 | .722 | 0.3   | 0.8    | 1.1 | 0.4  | 0.1 | 0.6 | 0.5 | 0.7 | 1.6 |
| 1997-98   | 27   | Sacramento Kings | NBA  | C    | 16 | 0   | 5.4 | 0.1 | 0.8 | .077 | 0.0 | 0.0 |     | 0.1 | 0.8 | .077 | 0.2 | 0.4 | .500 | 0.3   | 0.9    | 1.3 | 0.2  | 0.0 | 0.7 | 0.3 | 0.8 | 0.3 |
| Total     |      |                  | NBA  |      | 39 | 0   | 6.2 | 0.3 | 1.2 | .283 | 0.0 | 0.0 |     | 0.3 | 1.2 | .283 | 0.4 | 0.6 | .667 | 0.3   | 0.9    | 1.2 | 0.3  | 0.1 | 0.6 | 0.4 | 0.7 | 1.1 |